# François de l'Enfant-Jésus
Pour les articles homonymes, voir François de l'Enfant-Jésus (homonymie).
François de l'Enfant-Jésus (1613-1667) est un carme flamand, de la Réforme de Touraine, auteur de deux ouvrages spirituels dans le cadre de la Contre-Réforme.

## Biographie
François de L'Enfant Jésus est né à Termonde en 1613. Son nom de famille était Collier. Il a été ordonné prêtre en 1640, avant d'entrer dans l'ordre des carmes chaussés. En 1650, il fait profession à l'ermitage de Liedekerke (Conventus eremus B. Virginis ad Mulum, fondé par Livin de Hondt), dont il deviendra le vicaire en 1653, au décès de Berthold de Saint-Joseph. En 1660, il publie à Gand un guide pour la confession, et en 1663, un manuel spirituel. Il décédera dans cette même ville, le 19 septembre 1667, après avoir donné de nouveaux développements à son premier ouvrage.

## Postérité
Le guide pour la confession s'intitule Instruction très utile à tous les chrétiens pour faire un bon usage du sacrement de pénitence, et constitue un exposé pratique de la doctrine du concile de Trente sur le sujet. Cet ouvrage a été réédité à Gand en 1667, puis à Bruxelles en 1675 et 1684, sous le titre d'Instruction nécessaire. Il était alors accompagné du Miroir de la confession du franciscain G. Leutbrewer (Bruxelles, 1646) et d'une instruction de Charles Borromée sur ce sacrement, assortie d'un commentaire de François. Dans son commentaire, l'auteur insiste sur les dispositions du pénitent et la nécessité d'interroger celui-ci. À cet égard, il appelle les évêques des Pays-Bas du Sud à imiter l'épiscopat français, qui avait adopté officiellement l'instruction de Borromée en 1657. L'archevêque de Malines, Jean Wachtendonck, exécutera ce souhait par un décret du 23 juillet 1668.

## Spiritualité
François de l'Enfant-Jésus a également réalisé une édition en néerlandais du traité De adhaerendo Deo, faussement attribué, à l'époque, au dominicain Albert le Grand. Il accompagne le texte de réflexions sur le moment de quitter la méditation, la place de l'humanité du Christ dans l'oraison, et l'importance de se savoir sur le bon chemin spirituel. Son enseignement s'appuie sur des textes de Thérèse d'Avila et Jean de la Croix. Deux ans après l'édition néerlandaise paraîtra une traduction latine, sous le titre d'Instructions et motifs de la vraie et solide piété.

### Œuvres
- Seer profytighe Onderwijsinghe vorr alle Christengeloovighen om het H. Sacrament der penitentie ofte Biechte wel ende zalighlijck te gebruicken, Gand, 1660.
- Nodighe Onderwijsinghe, Gand 1667; Bruxelles, 1675; 1684.
- Uytnemende godtvruchtich boecxken leerende hoemen alle verganckelicke dinghen sal versmaden ende Godt den Heere alleen aankleven, Gand, 1663.
- Instructiones et motiva ad veram, solidam pietatem..., Gand, 1665.

### Etudes
- B. Borchert, « François de l'Enfant-Jésus », Dictionnaire de spiritualité ascétique et mystique, Paris, Beauchesne, t. V,‎ 1964, p. 1034-1035 (lire en ligne).
- J.-N. Paquot, François de l'Enfant-Jésus, in Mémoires pour servir l'histoire littéraire des dix-sept provinces des Pays-Bas, de la principauté de Liège, et de quelques contrées voisines, tome III, Louvain, Imprimerie Académique, 1770, p. 25, col. 2 - p. 26, col. 1.